# 户珥
户珥（希伯来语：חור）是圣经中好几个人物的名字。在圣经中共有16次提到「户珥」这个名字

## 摩西的助手户珥
這些「户珥」中最著名的是《圣经·出埃及记》中，摩西的助手户珥。他属于犹大支派，并且显然是个重要人物，因为在约书亚与亚玛力人争战时，摩西、亚伦和他一同上到山顶，“摩西何时举手，以色列人就得胜；何时垂手，亞瑪力人就得胜。但摩西的手发沉，”亚伦与户珥“就搬一块石头来，放在他以下，他就坐在上面。扶着他的手，一个在这边，一个在那边，他的手就稳住，直到日落的时候。”当摩西上西乃山领受十诫时，亚伦与户珥负责管理以色列长老们的争讼

## 比撒列的祖父户珥
属于犹大支派，是烏利的父亲，比撒列的祖父。他也许与摩西的助手户珥是同一个人，但不能确定。

## 米甸国王户珥
在摩西时，以利亚撒的儿子非尼哈率领1万2千人的以色列军队远征，米甸国王户珥和米甸的另外四王一同被杀，比珥的儿子占卜者巴蘭也同时被杀。